# فهرست جزیره‌های جزایر مارشال

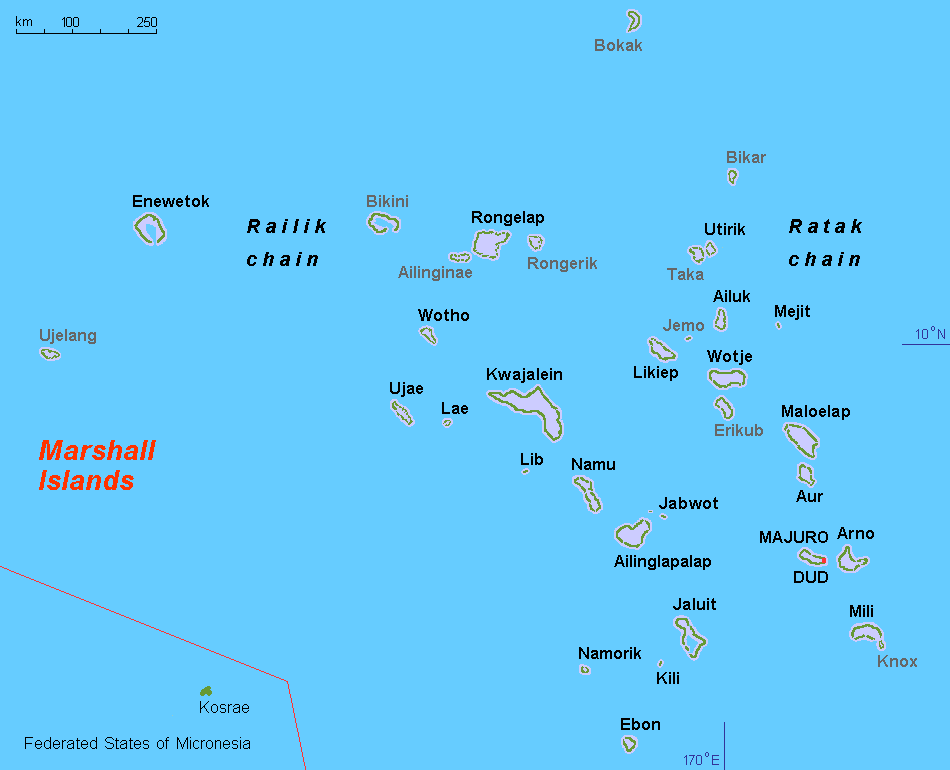
Islands and atolls of the Marshall Islands. Uninhabited ones are labeled in grey.

جمهوری جزایر مارشال (انگلیسی: Republic of جزایر مارشال) از ۲۹ آب‌سنگ حلقوی (که هر کدامشان از تعدادی جزیره خرد ایجاد شده‌اند) و ۵ جزیره تشکیل شده‌است که به دو گروه جزایر زنجیره ای رالیک و راتاک تقسیم می‌شوند

## شهرداری‌های مسکونی
| شهرداری              | زنجیره       | جمعیت (۱۹۹۹) | مساحت (km. ²) | مساحت (mi. ²) |
| -------------------- | ------------ | ------------ | ------------- | ------------- |
| Ailinglaplap Atoll   | زنجیره رالیک | ۱٬۹۵۹        | ۱۵            | ۶             |
| آب‌سنگ حلقوی آئیلوک   | زنجیره راتاک | ۵۱۳          | ۵             | ۲             |
| آب‌سنگ حلقوی ارنو     | زنجیره راتاک | ۲٬۰۶۹        | ۱۳            | ۵             |
| آب‌سنگ حلقوی آئور     | زنجیره راتاک | ۵۳۷          | ۶             | ۲             |
| آب‌سنگ حلقوی ابون     | زنجیره رالیک | ۹۰۲          | ۶             | ۲             |
| انوتاک [۱]           | زنجیره رالیک | ۸۵۳          | ۶             | ۲             |
| جزیره جابات          | زنجیره رالیک | ۹۵           | ۱             | ۰             |
| آب‌سنگ حلقوی جالوئیت  | زنجیره رالیک | ۱٬۶۶۹        | ۱۱            | ۴             |
| جزیره کیلی [۲]       | زنجیره رالیک | ۱٬۰۶۲        | ۱             | ۰             |
| آب‌سنگ حلقوی کواجالین | زنجیره رالیک | ۱۰٬۹۰۲       | ۱۶            | ۶             |
| آب‌سنگ حلقوی لائه     | زنجیره رالیک | ۳۲۲          | ۱             | ۱             |
| جزیره لیب            | زنجیره رالیک | ۱۴۷          | ۱             | ۰             |
| Likiep Atoll         | زنجیره راتاک | ۵۲۷          | ۱۰            | ۴             |
| ماجورو (capital)     | زنجیره راتاک | ۲۳٬۴۰۱       | ۱۰            | ۴             |
| آب‌سنگ حلقوی ماولاپ   | زنجیره راتاک | ۸۵۶          | ۱۰            | ۴             |
| آب‌سنگ حلقوی میجیت    | زنجیره راتاک | ۴۱۶          | ۲             | ۱             |
| آب‌سنگ حلقوی میلی     | زنجیره راتاک | ۱٬۰۳۲        | ۱۶            | ۶             |
| آب‌سنگ حلقوی نامداریک | زنجیره رالیک | ۷۷۲          | ۳             | ۱             |
| آب‌سنگ حلقوی نامو     | زنجیره رالیک | ۹۰۳          | ۶             | ۲             |
| Rongelap Atoll [3]   | زنجیره رالیک | ۱۹           | ۸             | ۳             |
| آب‌سنگ حلقوی اوجائه   | زنجیره رالیک | ۴۴۰          | ۲             | ۱             |
| آب‌سنگ حلقوی اوتیریک  | زنجیره راتاک | ۴۳۳          | ۲             | ۱             |
| Wotho Atoll          | زنجیره رالیک | ۱۴۵          | ۴             | ۲             |
| Wotje Atoll          | زنجیره راتاک | ۸۶۶          | ۸             | ۳             |

[3] Most of the Rongelapese community lives since 1985 on the Mejatto Island of Kwajalein Atoll, due to the آلایش هسته‌ای of their atoll.
== آب‌سنگ ها و جزایر غیرمسکونی == Ujelang is listed with the Enewetak & Ujelang District, and Bikini with the Bikini & Kili District.
| آب‌سنگ/جزیره                | زنجیره       | مساحت (km. ²) | مساحت (mi. ²) |
| -------------------------- | ------------ | ------------- | ------------- |
| آب‌سنگ حلقوی آیلینگیانه [۱] | زنجیره رالیک | ۳             | ۱             |
| آب‌سنگ حلقوی بیکار          | زنجیره راتاک | ۰             | ۰             |
| آب‌سنگ حلقوی بیکینی         | زنجیره رالیک | ۶             | ۲             |
| آب‌سنگ حلقوی بوکاک          | زنجیره راتاک | ۳             | ۱             |
| آب‌سنگ حلقوی اریکوب [۳]     | زنجیره راتاک | ۲             | ۱             |
| جزیره جمو [۲]              | زنجیره راتاک | ۰             | ۰             |
| آب‌سنگ حلقوی نادیکدیک       | زنجیره راتاک | ۱             | ۰             |
| آب‌سنگ حلقوی رونگریک [۱]    | زنجیره رالیک | ۲             | ۱             |
| آب‌سنگ حلقوی توکه [۴]       | زنجیره راتاک | ۰٫۵۷          | ۰٫۲۲          |
| آب‌سنگ حلقوی اوجلانگ        | زنجیره رالیک | ۲             | ۱             |

- [1] Ailinginae Atoll and Rongerik Atoll traditionally belong to Rongelap Atoll
- [2] Jemo Island belongs to the owners of Likiep Atoll (see there)
- [3] Erikub Atoll belongs to the people of Wotja Atoll
- [4] Toke Atoll belongs to the people of Utirik Atoll